# Sanfrecce Hiroshima 2022
Questa voce raccoglie le informazioni riguardanti il Sanfrecce Hiroshima nelle competizioni ufficiali della stagione 2022.

## Maglie e sponsor
| Casa | Trasferta |

## Rosa
Rosa e numerazione aggiornate al 27 agosto 2022.
| N. |                     | Ruolo | Calciatore            |
| -- | ------------------- | ----- | --------------------- |
| 1  | Giappone (bandiera) | P     | Takuto Hayashi        |
| 2  | Giappone (bandiera) | D     | Yūki Nogami           |
| 3  | Giappone (bandiera) | D     | Tsukasa Shiotani      |
| 4  | Giappone (bandiera) | D     | Hayato Araki          |
| 6  | Giappone (bandiera) | C     | Toshihiro Aoyama      |
| 7  | Giappone (bandiera) | C     | Gakuto Notsuda        |
| 9  | Brasile (bandiera)  | A     | Douglas Vieira        |
| 10 | Giappone (bandiera) | C     | Tsukasa Morishima     |
| 13 | Svizzera (bandiera) | C     | Nassim Ben Khalifa    |
| 14 | Brasile (bandiera)  | A     | Ezequiel              |
| 15 | Giappone (bandiera) | C     | Tomoya Fujii          |
| 16 | Giappone (bandiera) | C     | Yūya Asano            |
| 17 | Giappone (bandiera) | C     | Taishi Matsumoto      |
| 18 | Giappone (bandiera) | C     | Yoshifumi Kashiwa     |
| 19 | Giappone (bandiera) | D     | Shō Sasaki (capitano) |
| 20 | Cipro (bandiera)    | A     | Pieros Sōtīriou       |

| N. |                     | Ruolo | Calciatore               |
| -- | ------------------- | ----- | ------------------------ |
| 21 | Giappone (bandiera) | D     | Jelani Reshaun Sumiyoshi |
| 22 | Giappone (bandiera) | P     | Gorō Kawanami            |
| 23 | Giappone (bandiera) | A     | Shun Ayukawa             |
| 24 | Giappone (bandiera) | C     | Shunki Higashi           |
| 25 | Giappone (bandiera) | C     | Yūsuke Chajima           |
| 27 | Giappone (bandiera) | C     | Takumu Kawamura          |
| 28 | Giappone (bandiera) | A     | Ryō Tanada               |
| 30 | Giappone (bandiera) | C     | Kōsei Shibasaki          |
| 32 | Giappone (bandiera) | C     | Sōta Koshimichi          |
| 33 | Giappone (bandiera) | D     | Yūta Imazu               |
| 38 | Giappone (bandiera) | P     | Keisuke Ōsako            |
| 39 | Giappone (bandiera) | A     | Makoto Mitsuta           |
| 45 | Giappone (bandiera) | C     | Yuzu Kasagi              |
| 46 | Giappone (bandiera) | D     | Ryōta Hatano             |
| 48 | Giappone (bandiera) | P     | Kōshin Yamada            |
| 49 | Giappone (bandiera) | P     | Eiko Nagoshi             |

## Risultati

### Coppa dell'Imperatore
| Arbitro: | Shimizu |

|                        |           |  |
| Mitsuta 32’ Sasaki 53’ | Marcatori |  |

| Arbitro: | Sato |

|                                                                   |           |  |
| Morishima 12’ Higashi 58’ Douglas Vieira 75’ Matsumoto 90’, 90+3’ | Marcatori |  |

| Arbitro: | Tanimoto |

|  |           |              |
|  | Marcatori | 57’ Shiotani |

| Arbitro: | Nakamura |

|             |           |                            |
| Taggart 40’ | Marcatori | 86’ Kashiwa 90+1’ Kawamura |

| Arbitro: | Matsuo |

|             |           |                                           |
| Ismaila 79’ | Marcatori | 40’ (rig.) Douglas Vieira 95’ Ben Khalifa |

| Arbitro: | Sato |

|                                                     |                      |                                                 |
| Mitsuhira 26’                                       | Marcatori            | 84’ Kawamura                                    |
| Willian Lira Getúlio N. Matsumoto Ishikawa Yamamoto | Tiri di rigore 5 – 4 | Sōtīriou Matsumoto Ben Khalifa Kawamura Mitsuta |

### Coppa J.League

#### Fase a eliminazione diretta
| Arbitro: | Yamamoto |

|          |           |                               |
| Katō 53’ | Marcatori | 90+6’ (rig.), 90+11’ Sōtīriou |